# Игуманија Ефросинија (Стоковић)
Ефроснија (световно Миланка Стоковић; Краљево, 25. мај 1925 — Манастир Боговађа, 5. август 1987) била је православна монахиња и старешина Манастира Боговађе.

## Биографија
Игуманија Ефроснија (Стоковић) рођена је 25. маја 1925. године у Краљеву као Миланка Стоковић од побожних и честитих родитеља.
Основно образовање завршила је у свом родном селу са 16 година 1940. године долази у Манастир Боговађу код Лајковца, и након четири године искушеништва, замонашила се Преображење, 19. августа 1945. године, добивши име Ефроснија. Монашење је извршио епископ шабачко-ваљевски Симеон Станковић.
Године 1950. одлази на поклоњење Гробу Господњем у Јерусалим и тиме стиче хаџијску титулу. Године 1957. године епископ шабачко-ваљевски Симеон Станковић замонашио је монахињу Ефроснију у малу схиму и унапредио у игуманију. Епископ ваљевски Јован одликовао је 1961. игуманију Ефроснију правом ношења напрсног крста.
Упокојила се у Господу 5. августа 1987. године у Манастиру Боговађи, сахрањена је на монашком гробљу. Опело је извршио епископ ваљевски Јован Велимировић уз саслужење више свештеника и свештеномонаха.